# Frassinoro
Frassinoro is een gemeente in de Italiaanse provincie Modena (regio Emilia-Romagna) en telt 2137 inwoners (31-12-2004). De oppervlakte bedraagt 95,7 km², de bevolkingsdichtheid is 23 inwoners per km².
De volgende frazioni maken deel uit van de gemeente: Piandelagotti, Fontanaluccia, Rovolo, Romanoro, Riccovolto, Sassatella.

## Demografie
Frassinoro telt ongeveer 1017 huishoudens. Het aantal inwoners daalde in de periode 1991-2001 met 13,0% volgens cijfers uit de tienjaarlijkse volkstellingen van ISTAT.
| Jaar | Inwoneraantal |
| ---- | ------------- |
| 1991 | 2476          |
| 2001 | 2154          |

## Geografie
De gemeente ligt op ongeveer 1131 m boven zeeniveau.
Frassinoro grenst aan de volgende gemeenten: Castiglione di Garfagnana (LU), Montefiorino, Palagano, Pievepelago, Riolunato, Toano (RE), Villa Minozzo (RE).
Bastiglia · Bomporto · Campogalliano · Camposanto · Carpi · Castelfranco Emilia · Castelnuovo Rangone · Castelvetro di Modena · Cavezzo · Concordia sulla Secchia · Fanano · Finale Emilia · Fiorano Modenese · Fiumalbo · Formigine · Frassinoro · Guiglia · Lama Mocogno · Maranello · Marano sul Panaro · Medolla · Mirandola · Modena · Montecreto · Montefiorino · Montese · Nonantola · Novi di Modena · Palagano · Pavullo nel Frignano · Pievepelago · Polinago · Prignano sulla Secchia · Ravarino · Riolunato · San Cesario sul Panaro · San Felice sul Panaro · San Possidonio · San Prospero · Sassuolo · Savignano sul Panaro · Serramazzoni · Sestola · Soliera · Spilamberto · Vignola · Zocca
- Gemeinsame Normdatei: 7626093-8
- Library of Congress Control Number: n80057136
- Nationale Bibliotheek van Israël: 987007548055505171
- Virtual International Authority File: 139551329
- WorldCat: E39PBJy8rTDKYHjdP4Xc3CX8G3

1. ↑  https://demo.istat.it/?l=it.